# Mousse (trasporti)
La mousse è un componente che si sostituisce alla camera d'aria e utilizzabile solo per mezzi sportivi da fuoristrada, per un tempo limitato

## Storia
Inizialmente chiamato Bib-Mousse, è stato sviluppato nel 1984 da Michelin, per l'uso su moto da enduro, rally-raid e gli eventi di motocross, nel 1987, concernente il Rally dell'Acropoli, nel 1987, Michelin ha debuttato il suo sistema di ATS (Appui Temporaire Souple, o supporto flessibile temporaneo) per la Renault di Jean Ragnotti e François Chatriot, vincendo il titolo d'Innovazione Tecnologica Award nel 1988

## Caratteristiche
La mousse è un componente creato con materiale compresso, il quale non appena si scalda con il normale uso, incomincia a dilatarsi, dando una pressione quasi uguale a quella degli pneumatici correttamente gonfiati, generalmente 0,9 atmosfere.
L'inconveniente è che ad alte temperature, questo elemento tende a degradarsi ed è per questo motivo che non viene utilizzato sulle competizioni su asfalto, ma viene utilizzato su auto e moto in alcuni tipi di competizioni da fuoristrada, come il World Rally Championship, anche se è stato vietato dopo la stagione 2007 della Rally Dakar.

## Tipologia
Questa tecnologia è disponibile in diverse varianti:
- mousse a ciambella, come deducibile dal nome, hanno una forma a ciambella e devono essere della misura specifica del cerchio
- mousse a salsiccia, sono dei tubi lineari, che devono essere tagliati per poter essere utilizzati
- mousse con camera d'aria, sono caratterizzate da due elementi, una camera d'aria più piccola rispetto alle normali camere d'aria per quel determinato cerchio e pneumatico e la mousse, che ha una forma del tutto simile a un copertone slick, questa particolare tipologia di mousse ha il vantaggio della maggiore durata, ma non scongiura il rischio di forature, che comunque si riduce rispetto alle applicazioni tradizionali.